# Verandas Willems (wielerploeg)/2011
Deze pagina geeft een overzicht van de Verandas Willems-Accent wielerploeg in 2011. Het team kwam uit op het procontinentale niveau.

## Algemeen
Sponsor: Verandas Willems, Accent, Continental
Algemeen manager: Bill Olivier
Ploegleiders: Lucien Van Impe, Thierry Marichal
Fietsmerk: Zannata

## Renners
| Naam                    | Geboortedatum | Nationaliteit | Ploeg 2010                         |
| ----------------------- | ------------- | ------------- | ---------------------------------- |
| Steven Caethoven        | 09-05-1981    | België        | Landbouwkrediet                    |
| Dieter Capelle          | 24-09-1983    | België        |                                    |
| Wim De Vocht            | 19-04-1982    | België        | Team Milram                        |
| Sjef De Wilde           | 03-05-1981    | België        |                                    |
| Thomas Degand           | 13-05-1986    | België        |                                    |
| Stefan van Dijk         | 22-01-1976    | Nederland     |                                    |
| Jempy Drucker           | 13-09-1986    | Luxemburg     | Team Differdange                   |
| Rob Goris               | 15-03-1982    | België        | Palmans-Cras                       |
| Arnoud van Groen        | 11-12-1983    | Nederland     | Vacansoleil                        |
| Gregory Habeaux         | 20-10-1982    | België        |                                    |
| David Kemp              | 10-04-1984    | Australië     | Fly V Australia                    |
| Staf Scheirlinckx       | 12-03-1979    | België        | Omega Pharma-Lotto                 |
| Bram Schmitz            | 23-04-1977    | Nederland     | Van Vliet EBH Elshof               |
| Sven Van Den Houte      | 05-11-1984    | België        |                                    |
| Jurgen Van Goolen       | 28-11-1980    | België        | Omega Pharma-Lotto                 |
| Kevin Van Melsen        | 01-04-1987    | België        |                                    |
| James Vanlandschoot     | 26-08-1978    | België        |                                    |
| Jaco Venter             | 13-02-1987    | Zuid-Afrika   | MTN Energade                       |
| Evert Verbist           | 27-06-1984    | België        | Van Goethem-prorace styling (club) |
| Thomas Vernaeckt        | 07-11-1988    | België        | Sunweb-Revor                       |
| Stagiairs               |               |               |                                    |
| Dries Hollander         | 31-07-1986    | België        | An Post                            |
| Kevin Van Den Noortgate | 07-07-1989    | België        | New Heebra-lombarden (club)        |

## Belangrijke overwinningen
| Delta Tour Zeeland 2e etappe: Steven Caethoven Route du Sud 1e etappe: Stefan van Dijk 3e etappe: Jurgen Van Goolen Dwars door het Hageland Gregory Habeaux |

2008 · 2009 · 2010 · 2011 · 2012 · 2013 · 2014 · 2015 · 2016 · 2017 · 2018 · 2019 · 2020 · 2021 · 2022 · 2023 · 2024 · 2025